# ماثيو فيبس شيل
ماثيو فيبس شيل (بالإنجليزية: Matthew Phipps Shiell)‏ (ولد 21 يوليو 1865 - توفي 17 فبراير 1947)، المعروف باسم إم.بي.شييل، كاتب بريطاني. بقي لقبه القانوني «شيل» على الرغم من اعتماده النسخة الأقصر كاسم مستعار بحكم الأمر الواقع.
يُذكر اسمه بشكل أساسي للإشارة لأدب الرعب الخارق والرومانسية العلمية. نُشرت أعماله كمسلسلات وروايات وقصص قصيرة. لا تزال روايته السحابة الأرجوانية (1901، المنقحة 1929) الأكثر طباعة إلى حد الآن.

## سيرة حياته

### الخلفية الكاريبية
ولد ماثيو فيبس شيل في جزيرة مونتسرات في جزر الهند الغربية. كانت والدته بريسيلا آن بليك، عبدة ووالده ماثيو دودي شيل، ضابط جمارك أيرلندية، وكان ماثيو على الأرجح طفلًا غير شرعي. تلقى شيل تعليمه في كلية هاريسون، بربادوس.

### السنوات الأولى في المملكة المتحدة
انتقل شيل إلى إنجلترا في عام 1885، واعتمد في النهاية »شييل« كاسمه المستعار. بعد العمل كمدرس ومترجم، بدأ في نشر سلسلة من قصصه القصيرة في مجلة ذا ستراند وبعض المجلات الأخرى. استندت سمعته الأدبية في أولى سنين مهنته إلى مجموعتين من القصص القصيرة المتأثرة بإدغار آلان بو في سلسلة كينوت التي كتبها جون لين - الأمير زاليسكي (1895) وشيبس إن ذا فاير (1896)- يعتبر بعض النقاد أعماله أكثر الأعمال اللامعة والمميزة المتطرقة لحركة الانحطاط الإنجليزية. استندت روايته الأولى ياقوت راجا الأزرق (1896)، إلى مؤامرة كتبها ويليام توماس ستيد، الذي ربما استأجر شييل لكتابة الرواية.

### نشره المتسلسل
كانت لشيل سمعة شعبية من خلال عمله أجيرًا لدى الآخرين. بدأ هذا كسلسلة تعاقد عليها مع بيتر كيري (1865–1915)، من شركة سي آرثر بيرسون المحدودة، للاستفادة من المصلحة العامة في أزمة الصين (والتي أصبحت تعرف باسم التدافع للحصول على الامتيازات).
نُشرت قصص ذا إمبرس أوف ذا إيرث أسبوعيًا في جريدة شورت ستوريز من 5 فبراير - 18 يونيو 1898. أدرجت الفصول الأولى الأحداث الرئيسية مع كشف الأزمة، وأثبتت نجاحها مع جمهور القراءة. ردَّ بيرسون بأمر شيل بمضاعفة طول السلسة إلى 150 ألف كلمة، لكن الأخير قلصها بمقدار ثلث الكتاب، لتُنقل في يوليو على أنها رواية الخطر الأصفر.
وصف بعض النقاد المعاصرين هذه الرواية بأنها خيالية وتتكلم عن حياة وشخصية تشارلز هنري بيرسون الوطنية: أي فوركاست (1893). يُعتقد أن شخصية الشرير الآسيوي في قصص شييل، الدكتور ين هاو، هو أساس محتمل للشخصية الخيالية التي كتبها ساكس روهمر والمعروفة باسم الدكتور فو مانشو. من المحتمل أن تكون شخصية الدكتور ين كيف مستندة إلى شخصية الثوري الصيني سون يات سين (1866-1925)، الذي اكتسب شهرة في إنجلترا عام 1896 عند اختطافه وسجنه في السفارة الصينية في لندن حتى ضغط الطلب الشعبي على الحكومة البريطانية من أجل طلب الإفراج عنه. وقعت حوادث اختطاف مماثلة في العديد من روايات شييل اللاحقة. كانت رواية الخطر الأصفر أنجح كتب لشييل خلال حياته، إذ طُبع العديد من المرات وتُرجم لمختلف اللغات، لا سيما عندما أكدت ثورة الملاكمين 1899-1901، على تصويره الخيالي للعداء الصيني للغرب.

## روابط خارجية
- ماثيو فيبس شيل على موقع IMDb (الإنجليزية)